# Bollandiella antipathicola
Bollandiella antipathicola är en ringmaskart som först beskrevs av Glasby 1994.  Bollandiella antipathicola ingår i släktet Bollandiella och familjen Syllidae. Inga underarter finns listade i Catalogue of Life.